# 地球戦争 THE WAR OF THE HUMAN
『地球戦争 THE WAR OF THE HUMAN』（ちきゅうせんそう ザ・ウォー・オブ・ザ・ヒューマン）は、小原愼司による日本の漫画である。『月刊!スピリッツ』（小学館）で2012年10月号から2015年2月号まで連載された。単行本は小学館ビッグコミックスから、全5巻が刊行されている。話数カウントは「第○報」。
SF小説の古典、H.G.ウェルズの『宇宙戦争』を直接のモチーフとし、また登場人物はチャールズ・ディケンズの『オリバー・ツイスト』やルイス・キャロルの『不思議の国のアリス』などにモチーフを得ている。

## 作品概要
19世紀、万国博覧会開催に沸く大英帝国絶頂期のロンドン。そこに、突如火星から三本足を持つ機械（以下三脚砲台）が襲来し、人々を飲み込んでいく。孤児院で暮らすオリバーと上流階級出身のアリスは、その襲来から逃れるため逃避行することを決意する。

## 登場人物
オリバー
本作の主人公。孤児院で暮らし、泥棒や商売をしながら日々を食いつないでいる。
道端に痰を吐いたり汚い言葉を喋ったりするなど下品な反面、コツコツ貯金をして将来は自分の店を持つという目標を有していたり、学は無くとも志は高い。稼げない仲間に稼げる方法を伝授するといった優しさも併せ持つ。
出自ゆえか「生きていればどうということはない」という価値観を持っており、世界中が混乱する中、苦難を乗り越え成長していく。
アリス
本作のヒロイン。本名は、アリス・プレザンス・マクダウェル。父がインド領事の補佐官を務める、上流階級の出身。
その気品は持ちつつも、道端で転んだオリバーを大人たちから庇おうとする勇気、人々を次々と飲み込んでいく三脚砲台に対して一矢報いようと石を投げつける無謀さ、そして自分の身を守るためだけに恥ずかしい振る舞いをする人間にはなりたくないという強い信念と正義感を併せ持つ少女である。さらに、気が強いのに泣き虫、自分の気持ちに素直でないなど、典型的なツンデレ体質でもある。
坊や
本名は自身も知らないという捨て子で、孤児院に引き取られた。
前歯が一部欠けており、またへそが無い。
ルーシー
オリバーと同じく孤児院に引き取られた孤児。オリバーたちと逃避行をする。
よく坊やのお守りをしている。そのため坊やを風呂に入れることもあり、坊やにへそがないことも知っていた。
三脚砲台から逃れる際に坊やを置いて行ったことを後悔し、オリバーを貶める片棒を担いだことに関して号泣して詫びるなど、繊細な心の持ち主である。オリバーと親しくしているアリスに何かしらの嫉妬もしくはライバル心を抱いている節がある。
サム
オリバーと同じく孤児院に引き取られた孤児。オリバーと共に孤児院では古株だが、要領よく生きているオリバーに対し反発する。
ポール
オリバーと同じく孤児院に引き取られた孤児。オリバーたちと逃避行をする。
ジェレミー
オリバーと同じく孤児院に引き取られた孤児。身体が大きく、食糧難でも満足したい、させたいという思いから英国が復興したら料理人になることを目指す。
院長
孤児から稼ぎを上納させていた。自身の意に背いた者は子供相手でも容赦なく、また孤児仲間を使って制裁を加えることもある。地球に侵略した火星人の手伝いをしていた。
サー・ロリス
軍人ではない貴族風の男。三脚砲台に立ち向かうべく結成された軍の指揮を執る。
とあることがきっかけでオリバーたちが軍人たちに追われた際、安全な逃げ道に彼らを誘導する。また別れ際、オリバーたちに、これから生きていく上での道しるべとなるべき言葉を授ける。
ヘンリー・グレイブ
アリスが誘拐された船の乗組員たちのリーダーにして、ヘンリー・グレイブ商会の社主。少年時代は苦労人だったらしく靴磨きをしながら拾った新聞で文字を学んだ。そうして考えることを覚えた結果、若くして大英帝国に艦隊を売るまでになった。
女性も男性風の服を着る、女性も社会に出て働く時代が来るという新時代の到来を予期しており、当時としては先進的な考えの持ち主である。また、そうした新時代を自らの手で作り上げるために、ある壮大な野望を秘めている。さらに根っからの商売人気質で、金と野望のためなら、火星人のようなまともに言葉も感情を通じない相手でも手を組むことを厭わない。
リンドン卿
立派な口髭にもみあげという、当時の典型的な紳士風の風貌を持つ男。ある重大事を為すにあたって、ヘンリー・グレイブと共謀している。
火星人
三脚砲台に乗り込んで侵略した。全裸の女性。吸血性。額にビンディーを付けているのが特徴。
地球の人間とは違う言葉を話すようだが、外見上は地球の人間と変わらず、また銃弾を受けると血液が流れるという所も同じである。この特徴も相まってか、アリスからは「人間モドキ」と命名されている。またヘンリー・グレイブによると、彼女たちは捕えられた後に彼から教育を施された結果、洋服の着方や地球の言語を覚え、あと一歩でナイフやフォークを使いこなせるまでになったという。
ヘンリー・グレイブの敵対勢力と戦火を交えた際には、事前に自分たちと仲間は攻撃しないようにとの言葉に従い、一切手を出さない。

## キーワード
三脚砲台
火星人を載せて、地球に侵略してきた殺人機械。まずオターショウに降り立ちそこで軍隊を全滅させ、さらにロンドンに襲いかかる。特徴を列挙すると以下の通りである。
- その名の通り、三本足で起用に歩行する。また、一蹴りで建物を破壊する。
- 大砲を放つと、地面に巨大な穴をあけ、人や馬車を空中に巻き上げるほどの威力を持つ。
- 何百本もの触手が地面に伸び、人間を巻きつけて機械内部に引きずり込む。また触手の切っ先は鋭く、人の首を刎ね、腹部を貫通させる。
- 毒ガスを発生させる。このガスを吸い込んだ者は、目や鼻や口から血を噴き、確実に死ぬ。
- 自らのサイズを縮小した同じ構造の小型三脚砲台を、何台も内蔵している。これらは動くモノなら何にでも襲いかかる。

赤い葉
三脚砲台の襲来後、突然（特にロンドンに向かうに従い）各地で増殖し始めた植物。
侵略者（火星人）が種を蒔いた可能性が言及されている。

## 書誌情報
- 小原愼司 『地球戦争』 小学館〈ビッグコミックス[1]〉、全5巻
  1. 2013年4月30日発売、ISBN 978-4-09-185039-3
  2. 2013年7月30日発売、ISBN 978-4-09-185460-5
  3. 2014年1月30日発売、ISBN 978-4-09-186069-9
  4. 2014年8月29日発売、ISBN 978-4-09-186459-8
  5. 2015年2月12日発売、ISBN 978-4-09-186853-4